# Lorolwana
Lorolwana è un villaggio del Botswana situato nel distretto Meridionale, sottodistretto di Ngwaketse. Il villaggio, secondo il censimento del 2011, conta 1.568 abitanti.

## Località
Nel territorio del villaggio sono presenti le seguenti 13 località:
- Bogatakgomo di 9 abitanti,
- Bosa Ranch di 8 abitanti,
- Kodie,
- Letsibogo di 30 abitanti,
- Lorolwane di 11 abitanti,
- Magageng di 2 abitanti,
- Mashampa di 18 abitanti,
- Modimosane di 19 abitanti,
- Molelema di 6 abitanti,
- Mookane di 27 abitanti,
- Mosimane di 64 abitanti,
- Ngwatshotsho di 12 abitanti,
- Rra Jacob No.2 di 22 abitanti